# Psychoedukation für Kinder psychisch kranker Eltern
Psychoedukation für Kinder psychisch kranker Eltern umfasst die altersgerechte Aufklärung über die Erkrankung, deren Ursachen und Auswirkungen sowie den Umgang mit der veränderten Familiensituation. Sie hilft den Kindern, die Symptome und Verhaltensweisen des erkrankten Elternteils besser zu verstehen, Ängste und Schuldgefühle zu reduzieren und Bewältigungsstrategien zu entwickeln. Psychoedukation ist daher ein entscheidender Bestandteil der Unterstützung betroffener Kinder.

## Hintergrund

### Kindliche Wahrnehmung der elterlichen Erkrankung
Kinder von Eltern mit psychischen Erkrankungen sind in besonderer Weise von der familiären Situation betroffen, was ihr emotionales Wohlbefinden und ihre Entwicklung beeinflussen kann. Ein häufiges Problem ist der Mangel an altersgerechten Informationen über die Erkrankung. Ohne entsprechende Aufklärung fällt es Kindern schwer, die Verhaltensweisen ihrer Eltern einzuordnen, was zu Verunsicherung und Ängsten führen kann. Zudem wird das Thema in vielen Familien nicht offen angesprochen. Kinder nehmen wahr, dass über die Erkrankung nicht gesprochen werden soll, und befürchten, ihre Eltern zu verraten, wenn sie sich jemandem anvertrauen. Da sie oft nicht wissen, an wen sie sich mit ihren Sorgen wenden können, ziehen sie sich mitunter zurück.
In einigen Fällen kommt es zu einer Rollenumkehr innerhalb der Familie, insbesondere bei älteren Kindern. Sie übernehmen Aufgaben, die normalerweise den Eltern obliegen, wie die Betreuung jüngerer Geschwister, die Haushaltsführung oder die emotionale Unterstützung des erkrankten Elternteils. Dadurch rücken ihre eigenen Bedürfnisse in den Hintergrund. Auch Loyalitätskonflikte können auftreten: Während betroffene Kinder einerseits Gefühle wie Wut oder Traurigkeit über die Situation empfinden, haben sie gleichzeitig Verständnis für das erkrankte Elternteil. Der Umgang mit der familiären Situation kann zudem von Schamgefühlen begleitet sein, insbesondere im Kontakt mit Außenstehenden.

## Ziele der Psychoedukation

### Förderung der Resilienz
Resilienz wird als ein zentraler Schutzfaktor für die Aufrechterhaltung der psychischen Gesundheit betrachtet. Sie bezeichnet die Fähigkeit, sich an Stress, alltägliche Belastungen oder schwerwiegende Lebensereignisse, wie beispielsweise Traumata, anzupassen, ohne langfristige psychische Beeinträchtigungen zu erleiden. Zu den wichtigsten Schutzfaktoren gehören eine stabile Bindung zu verlässlichen Bezugspersonen, soziale Unterstützung und altersgerechte Informationen über die elterliche Erkrankung. Studien zeigen, dass resiliente Kinder über ein stärkeres Selbstwirksamkeitsgefühl verfügen, was sie befähigt, mit Herausforderungen besser umzugehen. Besonders für Kinder psychisch erkrankter Eltern ist die Stärkung ihrer Resilienz von großer Bedeutung, da sie dazu beitragen kann, das Risiko der Entwicklung eigener psychischer Störungen im späteren Leben zu verringern.

### Reduktion von Ängsten und Schuldgefühlen
Kinder psychisch erkrankter Eltern erleben häufig Ängste und Schuldgefühle, die aus Unsicherheiten über die elterliche Erkrankung resultieren. Sie neigen dazu, das Verhalten des erkrankten Elternteils auf sich zu beziehen und fühlen sich möglicherweise verantwortlich. Eine klare und kindgerechte Aufklärung über die Natur der psychischen Erkrankung kann helfen, diese Missverständnisse zu reduzieren. Durch verständliche Erklärungen und offene Gespräche wird den Kindern vermittelt, dass sie keine Schuld an der Erkrankung tragen und dass bestimmte Verhaltensweisen des Elternteils krankheitsbedingt sind. Dies kann dazu beitragen, Ängste abzubauen und das emotionale Wohlbefinden der Kinder zu stärken.

### Erklärung der psychischen Erkrankung und ihrer Auswirkungen
Kinder psychisch erkrankter Eltern haben häufig viele unbeantwortete Fragen, die sie belasten. Daher sind sie häufig auf eigene Vermutungen und Annahmen angewiesen, um den Zustand des erkrankten Elternteils zu verstehen. Gespräche mit betroffenen Kindern und Jugendlichen zeigen, dass ein großer Wunsch nach konkreten Informationen besteht. Besonders wichtig sind dabei Kenntnisse über angemessenes Verhalten gegenüber dem erkrankten Elternteil sowie über mögliche Unterstützungsmöglichkeiten. Ein weiteres zentrales Anliegen ist die Aufklärung über Risiken einer Verschlechterung der psychischen Erkrankung und mögliche Heilungsmöglichkeiten. Auch Informationen zu Medikamenten und möglichen erblichen Einflüssen sind besonders für Jugendliche von Bedeutung. Sie fragen sich, was es bedeutet, psychisch krank zu sein, und ob sich Menschen mit psychischen Erkrankungen immer anders verhalten als andere. Zudem sind sie oft unsicher, warum nicht offen über die Erkrankung gesprochen wird. Auch die Frage, wie sie die Situation ihren Freunden erklären sollen, wenn diese nach dem Zustand ihrer Eltern fragen, beschäftigt sie. Diese Fragen und Unsicherheiten können das emotionale Wohlbefinden der Kinder stark beeinflussen und verdeutlichen den Bedarf an altersgerechter Aufklärung und Unterstützung. Dabei liegt der Schwerpunkt nicht nur auf der sachlichen Vermittlung von Fakten, sondern vor allem auf der Berücksichtigung der emotionalen und kognitiven Ebene. Ziel ist es, den Kindern und Jugendlichen ein besseres Verständnis für die Erkrankung zu ermöglichen und ihnen zu helfen, diese in ihrem familiären Kontext einordnen zu können.

### Entwicklung von Bewältigungsstrategien
Die Vermittlung effektiver Bewältigungsstrategien ist ein zentraler Bestandteil der Unterstützung für Kinder psychisch erkrankter Eltern. Durch gezielte Interventionen lernen die Kinder, mit Stresssituationen umzugehen und ihre Emotionen zu regulieren. Techniken wie Problemlösungstrainings, der Einsatz kreativer Ausdrucksformen (z. B. Malen oder Musik) und die Förderung von Achtsamkeit können dabei helfen, die Resilienz der Kinder zu stärken. Wichtig ist auch die Ermutigung, soziale Unterstützung in Anspruch zu nehmen, sei es durch Freunde, Verwandte oder professionelle Helfer. Ein proaktiver Umgang mit den eigenen Gefühlen und Herausforderungen trägt maßgeblich zur psychischen Stabilität bei.

## Psychoedukative Ansätze

### Gruppen- und Einzelangebote
Psychoedukation für Kinder und Jugendliche mit psychisch kranken Eltern umfasst sowohl Einzelgespräche als auch Gruppenangebote, die darauf abzielen, den betroffenen jungen Menschen zu helfen, ihre eigenen Emotionen und Erfahrungen besser zu verstehen und zu bewältigen. Einzelgespräche bieten den Kindern und Jugendlichen einen geschützten Raum, um individuell auf ihre Sorgen und Ängste einzugehen, Unterstützung bei der Verarbeitung der familiären Situation zu erhalten und konkrete Bewältigungsstrategien zu entwickeln.
In Gruppensettings können sich die jungen Teilnehmer mit Gleichaltrigen austauschen, was das Gefühl der Isolation mindert und fördert, dass sie sich weniger alleine mit ihrer Situation fühlen. Die Gruppenangebote bieten Raum für den sozialen Austausch, das Erlernen von sozialen und emotionalen Kompetenzen sowie die Förderung von Resilienz.
Telefonische Beratungsangebote, wie beispielsweise „Rat auf Draht“, stellen eine niedrigschwellige und anonyme Unterstützungsmöglichkeit für Kinder und Jugendliche dar, die mit der psychischen Erkrankung eines Elternteils konfrontiert sind. Diese Hotlines bieten rund um die Uhr eine erste Anlaufstelle, um Ängste, Sorgen und Belastungen zu besprechen. Durch geschulte Berater erhalten die Anrufenden nicht nur emotionale Unterstützung, sondern auch psychoedukative Informationen über psychische Erkrankungen, Bewältigungsstrategien und weiterführende Hilfsangebote. Die Beratung kann helfen, Gefühle der Unsicherheit und Überforderung zu reduzieren, indem sie Wissen vermittelt und zu mehr Handlungssicherheit beiträgt. Zudem können Kinder und Jugendliche durch die Telefonberatung ermutigt werden, weitere Hilfsangebote in Anspruch zu nehmen, sei es durch Einzelgespräche, Gruppenprogramme oder therapeutische Unterstützung.

### Psychologische Kinderbücher
Psychologische Kinderbücher spielen eine wichtige Rolle in der Unterstützung von Kindern, deren Eltern an psychischen Erkrankungen leiden. Sie helfen dabei, die Krankheit kindgerecht zu erklären, Ängste zu reduzieren und den betroffenen Kindern Strategien zur Bewältigung ihrer Situation zu vermitteln. Häufig thematisieren diese Bücher die Veränderungen im Familienalltag, die mit einer psychischen Erkrankung eines Elternteils einhergehen, sowie die damit verbundenen Sorgen und Unsicherheiten der Kinder. Ein wiederkehrendes Motiv ist die Befürchtung der Kinder, selbst für die Erkrankung verantwortlich zu sein oder später ebenfalls daran zu erkranken.
Viele dieser Bücher sind in einen erzählenden und einen informativen Teil gegliedert. Im ersten Abschnitt wird oft die Geschichte eines betroffenen Kindes erzählt, das mit der psychischen Erkrankung eines Elternteils konfrontiert ist. Durch eine verständliche Darstellung der Herausforderungen und möglichen Lösungswege, wie beispielsweise die Inanspruchnahme therapeutischer Hilfe, erhalten Kinder eine Orientierungshilfe für ihre eigene Situation. Ergänzend dazu enthalten die Bücher meist sachliche und altersgerechte Informationen zu psychischen Erkrankungen sowie Anregungen für den Umgang mit der Situation. Manche Werke beinhalten zudem interaktive Elemente wie Arbeitsblätter oder Übungen, die Kindern dabei helfen, ihre Gefühle zu reflektieren und Bewältigungsstrategien zu entwickeln.
Ein weiterer wichtiger Bestandteil psychologischer Kinderbücher zu diesem Thema sind Kapitel für Angehörige und Fachkräfte. Diese Abschnitte bieten Hintergrundinformationen zu verschiedenen psychischen Erkrankungen und deren Auswirkungen auf Kinder. Zudem werden Handlungsmöglichkeiten aufgezeigt, wie betroffene Kinder unterstützt und geschützt werden können. Einige Bücher richten sich zudem an Fachkräfte in der psychotherapeutischen Arbeit mit psychisch erkrankten Eltern und ihren Kindern.
Psychologische Kinderbücher tragen dazu bei, das gesellschaftliche Tabu rund um psychische Erkrankungen zu durchbrechen und eine offene Auseinandersetzung mit dem Thema zu ermöglichen. Sie helfen nicht nur betroffenen Kindern, sondern sensibilisieren auch andere Kinder und Erwachsene für die Thematik und fördern so einen vorurteilsbewussten Umgang mit psychischen Erkrankungen.
- Eder, S., Rebhandl, P., Rebhandl-Schartner, P. & Gasser, E.: Annikas andere Welt: Hilfe für Kinder psychisch kranker Eltern. BoD – Books on Demand, 2013, ISBN 978-3-902647-35-1.
- Fessel, K.: Mamas Püschose: Kindern Psychose erklären. Klett Kinderbuch, 2020, ISBN 978-3-86739-184-9.
- Glistrup, K.: Was ist bloß mit Mama los? Wenn Eltern in seelische Krisen geraten. Mit Kindern über Angst, Depression, Stress und Trauma sprechen. Kösel-Verlag, 2015, ISBN 978-3-466-31020-3.
- Maleki, A., Beham, F., Böning, M., Korfmacher, A., Stracke, M. & Wangenheim, S.: Dunkle Farben im Wunderwald: Ein Buch für Kinder, deren Eltern psychisch krank sind. Hogrefe AG, 2019, ISBN 978-3-456-86020-6.
- Tilly, C. & Offermann, A.: Mama, Mia und das Schleuderprogramm: Kindern Borderline erklären. Mabuse-Verlag, 2024, ISBN 978-3-86321-600-9.